# Erik von Samson-Himmelstierna
Erik von Samson-Himmelstierna, född 8 september 1899 i Sankt Petersburg i Ryssland, död 30 januari 1985 i Vattholma, var en svensk officer (överstelöjtnant) och amatörkonstnär. 
Han var son till godsägaren Ernst Wilhelm Gustav von Samson-Himmelstierna och Marie Charlotte von Mühlendahl och från 1926 gift med Solveig Enequist och bror till Nora Lundgren. Efter avlagd studentexamen i Uppsala 1919 studerade han vid Uppsala universitet  1919–1920 innan han övergick till den militära banan. Han avlade officersexamen och utnämndes till fänrik vid fortifikationen 1922, löjtnant 1926, kapten vid signaltrupperna 1937, major 1942 och slutligen överstelöjtnant 1949. Vid sidan av sitt arbete var han verksam som amatörkonstnär. 